# 태백산맥문학관
태백산맥문학관은 소설가 조정래의 대표소설인 '태백산맥'을 통해 벌교를 찾는 방문객들에게 보다 다양한 정보와 편의를 제공함으로써 세계 문학기행 1번지로 자리매김하고자 설립되었다.

## 설립 목적 및 의의
이곳의 설립 의미는 총 다섯가지로 나타난다.
1. 첫째, 작가 및 작품에 대한 과학적이고 체계적인 전시에 기여한다.
2. 둘째, 작품에 투영된 조정래의 치열한 작가정신을 기린다.
3. 셋째, 소설 태백산맥 문학기행의 시작과 끝을 맺는 거점지 역할을 수행한다.
4. 넷째, 우리 민족이 겪은 분단의 아픔과 벌교의 역사를 재조명한다.
5. 다섯째, 지역민에게 열린 공간을 제공하여 지역의 문화관 역할을 수행한다.

## 연혁
- - 2000. 01. 17. 태백산맥 문학공원 정부재정계획 반영 건의
  - 2000. 07. 19. 남해안관광벨트개발계획 확정(대통령 주재 관광진흥확대회의)
  - 2003. 10. 09. 소설 태백산맥 문학공원 기본계획 수립
  - 2003. 12. 26. 현부자집 해체.복원 준공
  - 2005. 07. 10. 문학기행로(2.32㎢) 준공
  - 2005. 10. 14. 태백산맥 문학관 착공
  - 2007. 11. 01. 태백산맥 문학관 준공
  - 2007. 12. 10. 소화의집 준공
  - 2008. 04. 22. 벽화 착공
  - 2008. 11. 20. 벽화 준공
  - 2008. 11. 21. 개관